# Échenilleur de Welchman
Coracina welchmani
Espèce
L'Échenilleur de Welchman (Coracina welchmani) est une espèce de passereaux de la famille des Campephagidae.
Son nom est attribué au physicien et missionnaire britannique Henry Palmer Welchman (1805-1908).

## Répartition et sous-espèces
Il est endémique de l'archipel des Salomon.
Selon la classification de référence du Congrès ornithologique international (15.1, 2025) il se répartit en quatre sous-espèces (ordre phylogénique) :
- C. w. bougainvillei (Mathews, 1928) — Bougainville ;
- C. w. kulambangrae Rothschild & Hartert, 1916 — Kolombangara, Nouvelle-Géorgie et Vangunu ;
- C. w. welchmani (Tristram, 1892) — île Santa Isabel ;
- C. w. amadonis A.J. Cain & I.C.J. Galbraith, 1955 — Guadalcanal.